# 宁妃 (雍正帝)
寧妃（？年—1734年），武氏，亦作武佳氏。山西大同人。镶黄旗汉军第三参领第五佐领下人。泰州知州武柱国之女，清朝雍正帝之妃。

## 生平
武氏出生年月不详，《皇朝文典》中的初次祭文稱武氏是「舊族令媛」，而大祭祭文則稱武氏為「高門毓秀」。同時，祭文亦透露出寧妃「性成敏慧」、「秉心聰慧」、「質秉溫恭」等的特質。
雍正年間，武氏在外八旗選秀中被指定為內庭主位，初始位份不詳，僅知其因患上重病而被晉封為妃。雍正十二年四月，武氏已經封為寧妃，瓷器库和銀庫開始為其添置一些妃位的用器。同年五月二十四日，寧妃病逝，五月二十五日，雍正帝諭令武氏的兄長武啟欣“自北路乘驛回京”，並且為已故的寧妃做了春䌷里粧缎被二床等物。因為寧妃「原無製造儀仗」，所以將鑾儀衛「現有之儀仗借用陳設」，同時「照妃例補造儀仗一分」。
乾隆二年 (1737年) 下半年，寧妃金棺入葬位於清西陵的泰陵妃园寝，喪葬礼儀如同康熙朝良妃。武氏的寶頂位於前排左邊第一位。

## 家族
清初，寧妃家族跟随左夢庚降清，族人有慶僖親王永璘繼福晉等人。
- 父：武柱國。康熙四十二年任山陽縣知縣。康熙四十六年改任泰州知州。康熙五十二年，再任泰州知州[7]。

- 兄：武啟欣。

## 影視作品
| 时间   | 影視作品       | 使用的名字/称谓  | 演員   |
| 2011年 | 《后宮甄嬛傳》 | 宁嬪（叶澜依）   | 熱依扎 |
| 2016年 | 《美人香》     | 宁贵人（武慈恩） | 孙熙   |